# Meteorus pyralivorus
Meteorus pyralivorus (лат.) — вид паразитических наездников рода Meteorus из семейства Braconidae. Неотропика (Эквадор).

## Описание
Мелкие наездники. Основная окраска тела коричневая с жёлтыми и тёмными отметинами. От близких видов отличаются следующими признаками: мезоплевры полностью чёрные; задние тазики сверху чёрные, снизу бело-жёлтые; высота головы равна 1,5 от высота фасеточных глаз; коготки лапок с крупнйо лопастью; затылочный киль полный; дорсопе на первом тергите брюшка отсутствует. Первый брюшной тергит стебельчатый (петиоль короткий). Нижнегубные щупики состоят из 3 сегментов. Трохантеллюс (2-й вертлуг) отделён от бедра. В переднем крыле развита 2-я радиомедиальная жилка. Эндопаразитоиды гусениц бабочек Erebidae. Вид был впервые описан в 2011 году американскими энтомологами Helmuth Aguirre и Scott Richard Shaw (University of Wyoming, Department of Ecosystem Science and Management, Laramie, Вайоминг, США).